# Acanthocinus obliquus
Acanthocinus obliquus es una especie de escarabajo longicornio del género Acanthocinus, tribu Acanthocinini, subfamilia Lamiinae. Fue descrita científicamente por LeConte en 1862.
La especie se mantiene activa durante los meses de abril, mayo, junio, julio, agosto, septiembre y octubre.

## Descripción
Mide 8-17 milímetros de longitud.

## Distribución
Se distribuye por Canadá, Estados Unidos, México, Guatemala y Honduras.